# Хірокі Адзума
Хірокі Адзума (яп. 東 浩紀, Azuma Hiroki) (нар. 9 травня 1971 року) — японський культурний критик, прозаїк та філософ. Співзасновник і колишній директор Genron, незалежного інституту в Токіо, Японія.

## Робота
Як літературний критик, Хірокі Адзума зосереджується на ідеї свободи особистості. Він починав писати з 1993 року, натхненний роботами Коджина Каратані та Акіри Асада. Він також є партнером Такаші Муракамі та руху Superflat. 
Наприкінці 1990-х Адзума почав досліджувати різні явища популярної культури, особливо нову культуру отаку/Інтернету/відеоігор, і став широко відомим як представник думок нового покоління японців. Його цікавить трансформація японської літературної уяви в умовах її нинішньої «отаку-ізації».
Його книга «Онтологічне та поштове - про Жака Дерріду» (存在論的、郵便的－ジャック・デリダについて)  написана у 1998 році, отримала премію Suntory у категорії Філософія/Історія в 1999 році, що зробило Адзуму наймолодшим письменником, який коли-небудь вигравав цю премію. Книга зосереджена на коливанні Жака Дерріди між літературою та філософією. Акіра Асада заявив, що це одна з найкращих книг, написаних у 90-х, однак Хіро Ямаґата зазначив, що книга заснована на неправильному розумінні теореми про неповноту Геделя. 
У 2001 році він написав «Анімалізація постмодерну: японське суспільство з точки зору отаку» (動物化するポストモダン―オタクから見た日本社会), у якій аналізує японську поп-культуру через призму постмодерну та використовує термін «споживання базою даних» (データベース消費) для опису нової парадигми споживання медіа, яке засвоює елементи наративу, але не сам наратив.